# کانادا د لوس آلماس (نیو مکزیکو)
کانادا د لوس آلماس (به انگلیسی: Cañada de los Alamos) یک منطقهٔ مسکونی در ایالات متحده آمریکا است که در شهرستان سنتافه، نیومکزیکو واقع شده‌است. کانادا د لوس آلماس ۴۳۴ نفر جمعیت دارد و ۲٬۳۰۶ متر بالاتر از سطح دریا واقع شده‌است.